# Intuition Records
Intuition Records ist ein deutsches Jazz-Musiklabel mit Hauptsitz in Mainz.

## Geschichte
Im Jahr 1980 gründete Vera Brandes mit veraBra ihr erstes Musiklabel. Da der Namensbestandteil Bra im englischen auch als Abkürzung für einen Büstenhalter verwendet wird, entschied sie sich 1987 für den internationalen Markt für die Gründung eines neuen Labels mit einem unverfänglichen Namen: Intuition Records. Firmensitz war Köln, den Vertrieb in den USA übernahm Capitol Records, den Vertrieb in Europa EMI. Mitte der 1990er Jahre geriet das Mutterunternehmen veraBra music group (VMG) in finanzielle Schieflage, und Intuition Records wurde an Schott Musik verkauft.
Im Jahr 2000 wurde Intuition mit Wergo „unter dem Dach von Schott Music & Media zusammengeführt“, zwei Jahre später wurde der Hauptsitz von Köln nach Mainz verlegt.

## Veröffentlichungen (Auswahl)
- 1987: Charlie Mariano – Alvorada (Single)
- 1991: Mikis Theodorakis – Theodorakis sings Theodorakis (mit Henning Schmiedt)
- 1995: Jerry Granelli – News From The Street
- 1999: Denny Zeitlin / David Friesen – Live at the Jazz Bakery
- 1999: Rolf Kühn – Inside Out
- 2001: Vital Information – Ray of Hope (mit Jeff Andrews, Tom Coster, Frank Gambale und Steve Smith)
- 2005: John Hollenbeck / Jazz Bigband Graz featuring Theo Bleckmann – Joys & Desires
- 2006: Silke Eberhard Quartett – Mohnmarzipan (mit Niko Meinhold Sebastian Merk und Jan Roder)
- 2013: Abdullah Ibrahim – Mukashi (Once Upon A Time)